# Kabinetsformatie Nederland september-november 1982

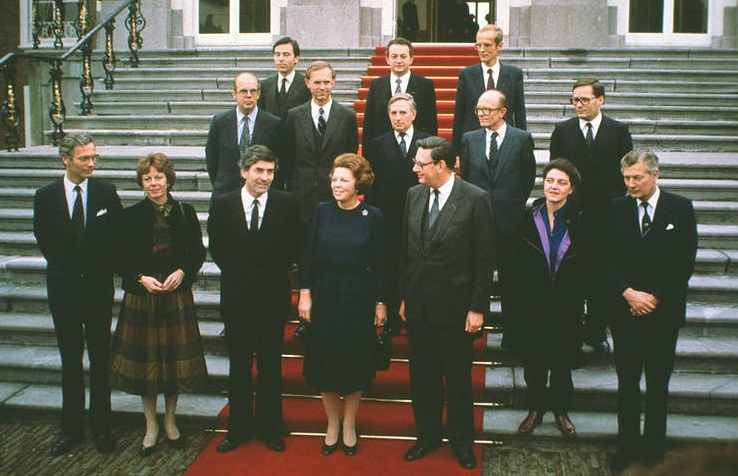
Bordesscène van het kabinet-Lubbers I met vooraan in het midden koningin Beatrix

Een kabinetsformatie vond in Nederland plaats na de Tweede Kamerverkiezingen van 8 september 1982. De formatie duurde 57 dagen en leidde tot het optreden van het kabinet-Lubbers I. Het kabinet werd gevormd door het Christen-Democratisch Appèl (CDA) en de Volkspartij voor Vrijheid en Democratie (VVD).

## Achtergrond
Na de verkiezingen van 1981 was het tweede kabinet-Van Agt aangetreden. Dit kabinet steunde op het CDA, de Partij van de Arbeid (PvdA) en D'66 en bracht de twee antagonisten uit het kabinet-Den Uyl, Dries van Agt en Joop den Uyl opnieuw, zij het in omgekeerde rollen, aan de regeringstafel. Het kabinet was geen succes. Al na een half jaar viel het, waarna CDA en D'66 samen een rompkabinet vormden, dat vooral het uitschrijven van verkiezingen tot taak had. De verkiezingen brachten een nieuwe partijleider in het strijdperk, Ed Nijpels, die Hans Wiegel was opgevolgd als leider van de VVD. Jan Terlouw was door het partijcongres van D'66 met tegenzin gekozen lijstaanvoerder. Den Uyl en Van Agt voerden als bij de vorige verkiezingen hun partijen aan.

### De verkiezingen
Onder aanvoering van Ed Nijpels won de VVD tien zetels (van 26 naar 36 zetels). De PvdA herstelde zich van een zware nederlaag bij de Provinciale Statenverkiezingen van maart en won drie zetels ten opzichte van 1981 en werd daarmee de grootste partij. Grote verliezer was D'66, dat terugviel van zeventien naar zes zetels. Het CDA verloor drie zetels. Nieuwkomers in de Kamer waren de Centrumpartij van Hans Janmaat en de Evangelische Volkspartij (EVP). De Politieke Partij Radikalen (PPR) verloor één zetel. Meteen na de verkiezingen maakte Van Agt bekend dat hij de landelijke politiek zou verlaten. Hij werd als CDA-leider opgevolgd door voormalig minister van Economische Zaken Ruud Lubbers, die namens het CDA de onderhandelingen zou voeren.

## Informateur Van Kemenade

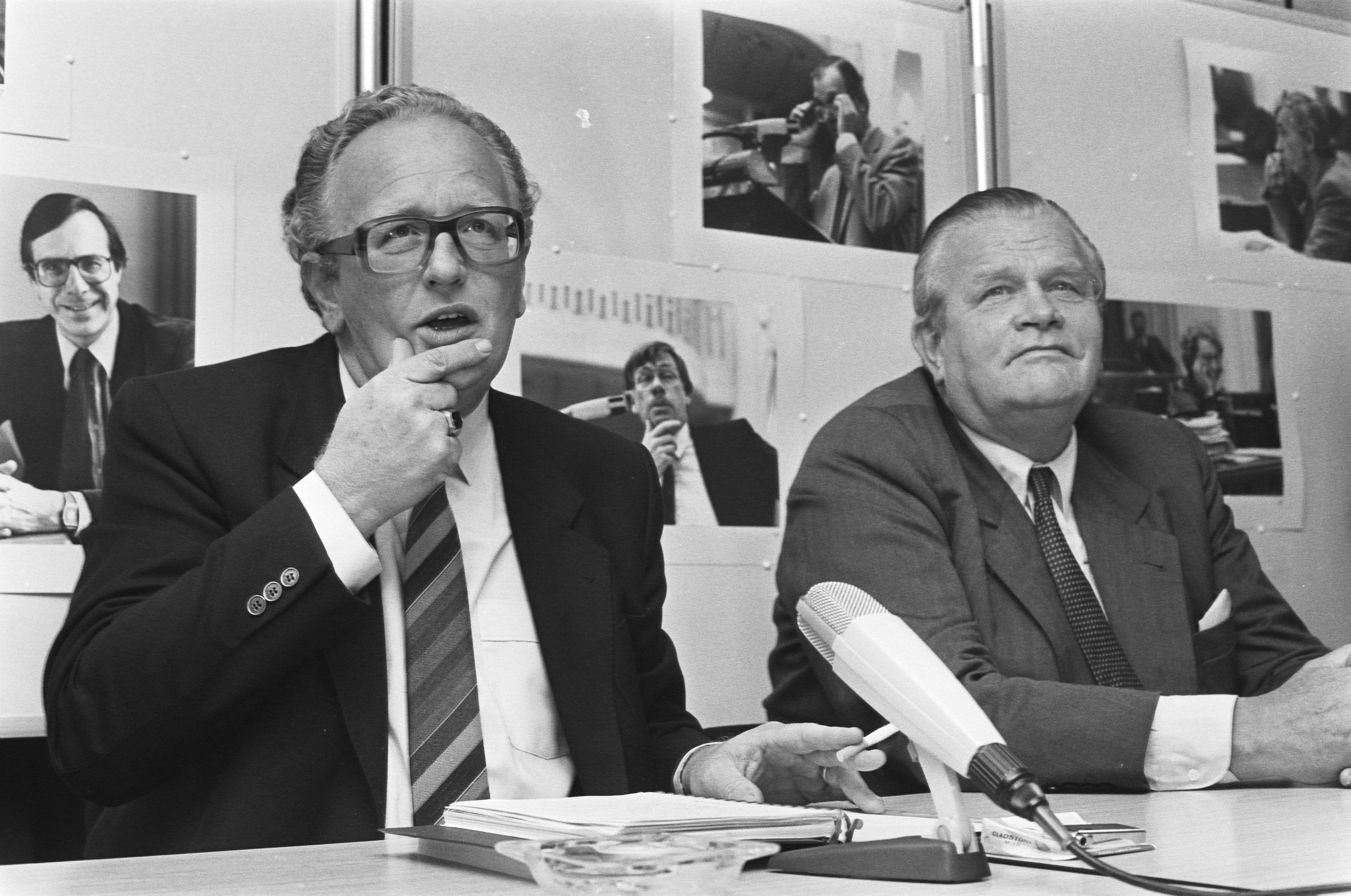
Informateur Jos van Kemenade (l) geeft een persconferentie op 13 september 1982. Naast hem zit directeur van de Rijksvoorlichtingsdienst Gijs van der Wiel.

Aangezien de PvdA als grootste partij uit de bus was gekomen, kreeg die partij aanvankelijk het voortouw in de informatieperiode. Oud-minister van Onderwijs, Jos van Kemenade, werd door koningin Beatrix aangesteld als informateur. Hij wilde twee opties onderzoeken: een kabinet van PvdA en CDA (eventueel aangevuld met D'66) en een kabinet van PvdA en VVD. Deze laatste optie werd door VVD-leider Nijpels evenwel meteen van de hand gewezen. Onderzoek naar de eerste combinatie liep na drie weken spaak: CDA noch PvdA voelden er, na het mislukte tweede kabinet-Van Agt, voor om opnieuw te gaan samenwerken. Van Kemenade zag zich gedwongen zijn opdracht terug te geven aan de koningin.

## Informateur Scholten

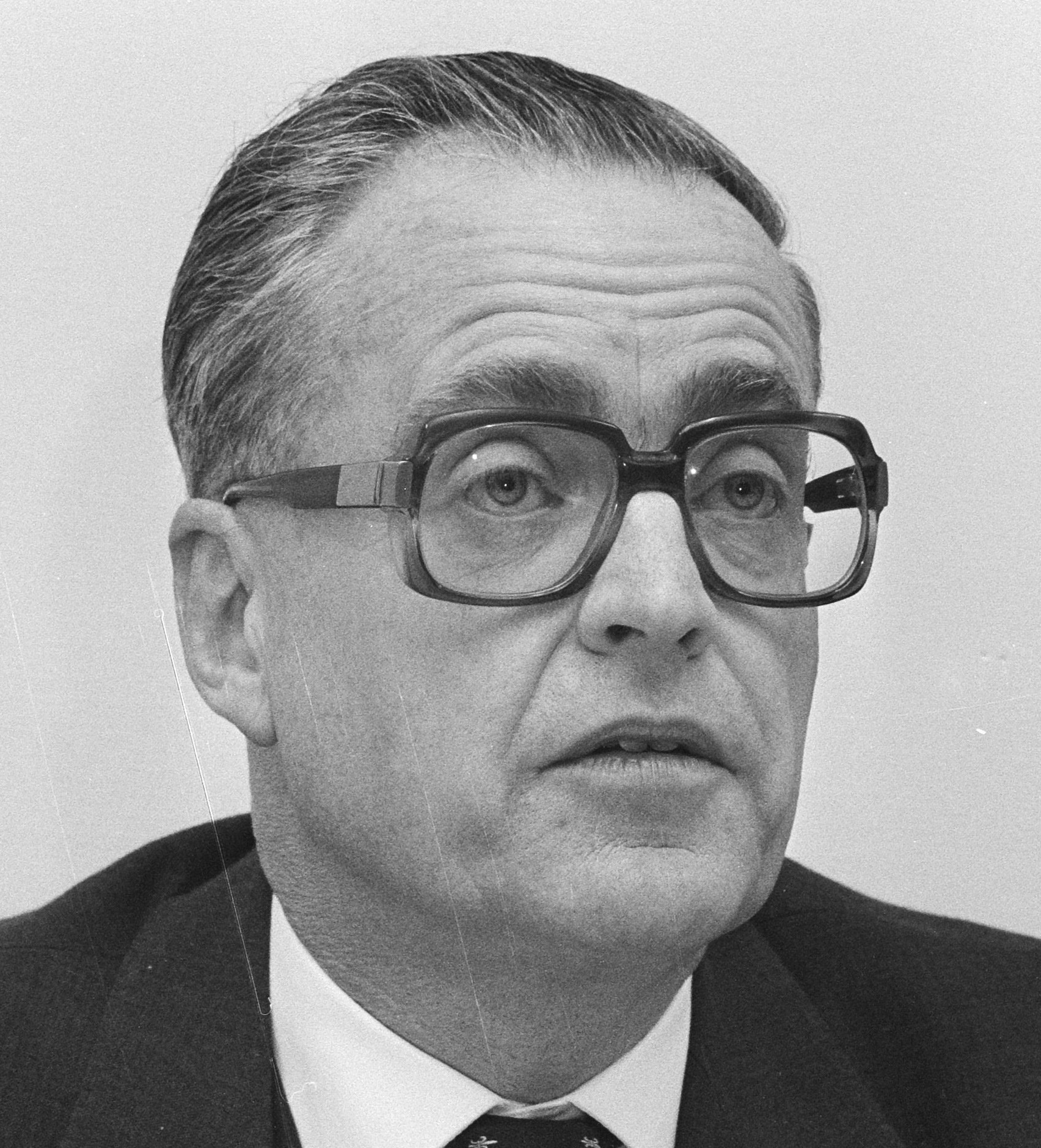
Informateur Scholten, tijdens een persconferentie

De koningin benoemde nu de vicepresident van de Raad van State, de CDA'er Willem Scholten, tot informateur. Scholten richtte zijn aandacht op de totstandkoming van een kabinet van CDA en VVD. Lubbers en Nijpels maakten snelle voortgang bij de totstandkoming van een regeerakkoord, daarbij terzijde gestaan door teams van fractiespecialisten. Met uitzondering van de kruiswapens, waarover de partijen anders dachten, en waarover een beslissing vooruitgeschoven werd, bereikten de partijen vrij spoedig een akkoord over het regeringsprogram.

## Formateur Lubbers
Na de overeenstemming over het regeerakkoord, werd Lubbers aangesteld als formateur. Binnen een week had hij de ploeg rond, waaraan hij zelf leiding zou geven. Gijs van Aardenne werd namens de VVD vicepremier.